# الانشقاق الياباني خلال فترة الشوى الأولى

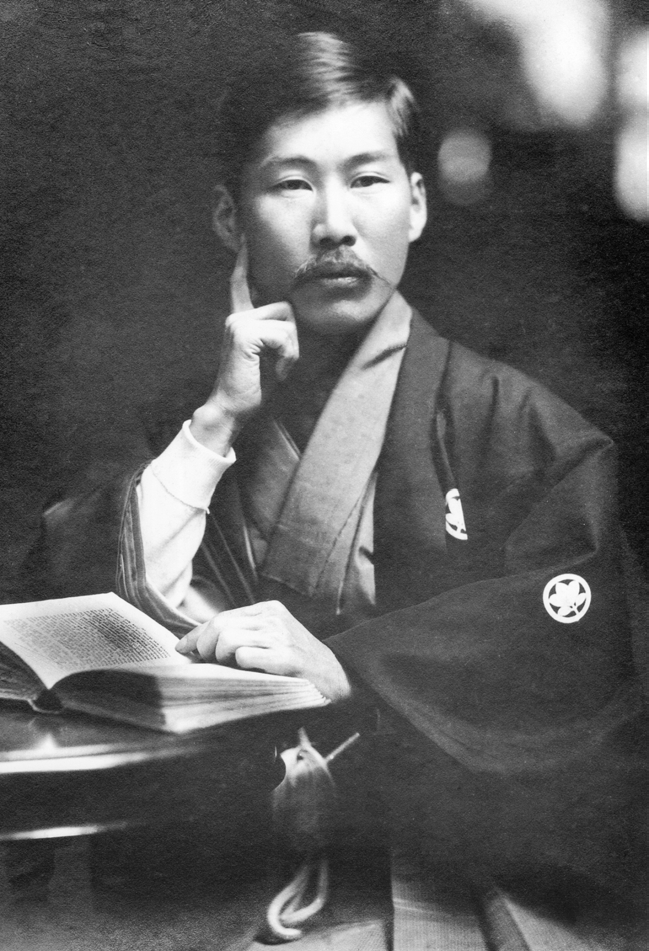
كوتوكو شوسوي ، فوضوي ياباني مبكر

يغطي الانشقاق الياباني خلال فترة الشوى الأولى في الحرب العالمية الثانية خصوم اليابانيين الفرديين للإمبراطورية العسكرية اليابانية قبل وأثناء الحرب العالمية الثانية.

## المقاومة قبل الحرب العالمية الثانية

### حادثة الخيانة العظمى
أنتقد شوسوي كيتوكو، وهو أناركي ياباني، الإمبريالية. كان يكتب «الإمبريالية: شبح القرن العشرين» في عام 1901.  في عام 1911، أُعدم 12 شخصًا، من بينهم شوسوي كوتوكو، لتورطهم في حادث الخيانة العظمى، وهي محاولة فاشلة لاغتيال الإمبراطور ميجي.  كما تم إعدامه لتورطه في المؤامرة كانو سوجا، الأناركية النسوية، وزوجة سابقة في شوسوي.

## المقاومة اليابانية خلال صعود العسكرة

### الفتيات الحديثة
تميزت هذه الفترة بظهور نساء من الطبقة العاملة الشابة يتمتعن بإمكانية الوصول إلى السلع الاستهلاكية والمال لشراء تلك السلع الاستهلاكية. تم تصوير الفتيات الحديثات على أنهن يعشن في المدن، وأنهن مستقلات مالياً وعاطفياً، وأنهن غير مباليات بالسياسة.  وهكذا، كانت الفتاة الحديثة رمزا للتغريب. ومع ذلك بعد الانقلاب العسكري في عام 1931، دفعت القومية اليابانية المتطرفة والكساد العظيم إلى العودة إلى المثل الأعلى في القرن التاسع عشر للزوجة الصالحة، الأم الحكيمة.